# Adolf Beer

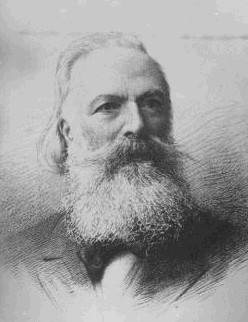
Adolf Beer.

Adolf Beer, född 27 februari 1831 och död 7 maj 1902, var en österrikisk historiker och politiker.
Beer blev 1868 professor vid tekniska högskolan i Wien, 1873 medlem av riksrådet, och 1897 av herrehuset. Beer utgav Allgemeine Geschichte des Welthandels (3 band, 1860–1884), Die erste Teilung Polens (3 band, 1873–1874), samt Die orientalische Politik Österreichs seit 1774 (1883) med flera arbeten.